# WRB Dornau - Neustadt
| WRB „DORNAU“ bis „NEUSTADT“ / SStB „GLOGGNITZ“ bis „NEUSTADT“ / ÖStB „REICHENAU“, „RAAB“ und „RAUHENSTEIN“ / SB 801–804 | WRB „DORNAU“ bis „NEUSTADT“ / SStB „GLOGGNITZ“ bis „NEUSTADT“ / ÖStB „REICHENAU“, „RAAB“ und „RAUHENSTEIN“ / SB 801–804 | WRB „DORNAU“ bis „NEUSTADT“ / SStB „GLOGGNITZ“ bis „NEUSTADT“ / ÖStB „REICHENAU“, „RAAB“ und „RAUHENSTEIN“ / SB 801–804 | WRB „DORNAU“ bis „NEUSTADT“ / SStB „GLOGGNITZ“ bis „NEUSTADT“ / ÖStB „REICHENAU“, „RAAB“ und „RAUHENSTEIN“ / SB 801–804 | WRB „DORNAU“ bis „NEUSTADT“ / SStB „GLOGGNITZ“ bis „NEUSTADT“ / ÖStB „REICHENAU“, „RAAB“ und „RAUHENSTEIN“ / SB 801–804 |
| --- | --- | --- | --- | --- |
| Nincs kép | | | | |
| Műszaki adatok | | | | |
| | DORNAU és GLOGGNITZ | REICHENAU - „RAUHENSTEIN“                                                                                               | MÖDLING | VÖSLAU - NEUSTADT |
| Jelleg: | 1A1 n2 | 1A1 n2 | 1A1 n2 | 1A1 n2 |
| Hengerátmérő: | 268 mm | 305 mm | 268 mm | 329 mm |
| Dugattyú lökethossza:                                                                                                   | 454 mm | 454 mm | 461 mm | 474 mm |
| Hajtókerékátmérő: | 1580 mm | 1580 mm | 1738 mm | |
| Futókerékátmérő elöl:                                                                                                   | nincs adat | nincs adat | nincs adat | nincs adat |
| Futókerékátmérő hátul:                                                                                                  | nincs adat | nincs adat | nincs adat | nincs adat |
| Csőfűtőfelület: | 27 m² | 38 m² | 33 m² | 44 m² |
| Rostélyfelület: | nincs adat | nincs adat | nincs adat | nincs adat |
| Gőznyomás: | 6,5 | 6,5 | 4,9 | 6,5 |
| Tapadási tömeg: | 8,7 t | 6,2 t | 7,6 t | 7,8 t |
| Szolgálati tömeg: | 12,3 t | 14,3 t | 12,8 t | 12,6 t |

A WRB  Dornau - Neustadt sorozat tizenegy db szerkocsis személyvonati gőzmozdony volt a Wien–Raaber (Gloggnitzer) Eisenbahn-nál (WRB).
Mivel a WRB a PHILADELPHIA, és a  LAXENBURG“ és „BADEN teljesítményével nem volt megelégedve, 11 db 1A1 tengelyelrendezésű mozdonyt rendelt három angol mozdonygyártótól. Valamennyi gép 1840-ben készült. A DORNAU, GLOGGNITZ, REICHENAU, GUTTENSTEIN, RAAB és a RAUHENSTEIN a Stephenson-tól , a Hawthorn-tól Newcastle upon Tyne-ből a  MÖDLING, és végül a  „VÖSLAU“, „BRÜHL“, „WIENés a „NEUSTADT“ Sharp-tól. A WIEN szállításkor – mivel már WIEN II volt a StEG-nek, PRESSBURG-nak lett átnevezve. A méretbeli eltéréseket a táblázat tartalmazza.
A DORNAU 1843-ban felrobbant. 1853-ban valamennyi mozdony a Südliche Staatsbahn-hoz került. A  „REICHENAU“, a „RAAB“ és a „RAUHENSTEIN“ n 1856-ban az Östliche Staatsbahn-é lett, és ott 1858 előtt leállították őket. A  „MÖDLING“ –ot 1858-ban, a„GLOGGNITZ“-ot és a „GUTTENSTEIN“ 1859-ben selejtezték. A megmaradt mozdonyok SB 801–804 pályaszámmal a Déli Vasúthoz kerültek, ahol 1860-ban selejtezték valamennyit.

## Fordítás
- Ez a szócikk részben vagy egészben  a   WRB – Dornau bis Neustadt című német Wikipédia-szócikk fordításán alapul.  Az eredeti cikk szerkesztőit annak laptörténete sorolja fel. Ez a jelzés csupán a megfogalmazás eredetét és a szerzői jogokat jelzi, nem szolgál a cikkben szereplő információk forrásmegjelöléseként. - Az eredeti szócikk forrásai szintén ott találhatóak.

## Külső hivatkozások
- A típus története számokban (németül)